# ジェフリー・ヒントン
ジェフリー・エヴァレスト・ヒントン（英: Geoffrey Everest Hinton、1947年12月6日 - ）は、イギリス生まれのコンピュータ科学および認知心理学の研究者。ニューラルネットワークの研究を行っており、人工知能(AI)研究の第一人者とみなされている。トロント大学名誉教授（2022年時点）。2024年にジョン・ホップフィールドとともにノーベル物理学賞を受賞した。

## 経歴
ロンドンのウィンブルドンに生まれた。ケンブリッジ大学キングス・カレッジに入学し、生理学と哲学に専攻を学んだが、実験心理学に変更し、1970年に卒業、1978年にエディンバラ大学で人工知能の研究によりPh.D.を取得した。サセックス大学、カリフォルニア大学サンディエゴ校（米国）、カーネギーメロン大学を経て、トロント大学コンピュータサイエンス学部教授に就任した。

## 業績
ヒントンは、デビッド・ラメルハートおよびロナルド・J・ウィリアムズと共に、多層ニューラルネットワークの学習における誤差逆伝播法を普及させた、1986年に出版された非常に引用数の多い論文の共著者であった。また、ボルツマンマシン、オートエンコーダ、ディープ・ビリーフ・ネットワークの開発者の1人であり、これらの手法が第三次AIブームを直接的に引き起こしたディープラーニングとなった。彼らがこの手法を最初に提案したわけではないが、ヒントンは、ディープラーニングコミュニティにおける第一人者とみなされている。
2012年、ImageNetを用いた画像認識コンテスト「ILSVRC」(the ImageNet Large Scale Visual Recognition Challenge)の2012年大会に彼の学生であるアレックス・クリジェフスキーおよびイリヤ・サツケバーと共同で開発したAlexNet（畳み込みニューラルネットワーク（CNN）を採用）を持ち込み、初参加ながら次点を大きく引き離す高得点で優勝した。これ以降、ディープラーニング分野の研究が注目され、巨大テック企業の大型投資が相次いでいる。
自身も2013年、自らが持つスタートアップ企業「DNNresearch Inc.」がGoogleに買収され（いわゆるアクハイヤー）、以降、非常勤としてGoogle BrainにてAI研究に携わる。
2018年、ディープラーニングの取り組みを評価され、「計算機科学のノーベル賞」と言われるチューリング賞を受賞。同時受賞はヤン・ルカン（ニューヨーク大学、Meta）、ヨシュア・ベンジオ（モントリオール大学）。この3名は、「AIのゴッドファーザー」「ディープラーニングのゴッドファーザー」と呼ばれている。
2023年5月1日、AIの発達が自身の想定を超えており、その危険性について話せるようにと、Googleを退職したことを明らかにした。ヒントンは、悪意のある者による意図的な悪用、人工知能による技術的失業、そして汎用人工知能による人類滅亡のリスクについて懸念を表明している。彼は、最悪の結果を避けるためには、AI利用において競合する者同士が協力して安全ガイドラインを確立する必要があると指摘した。

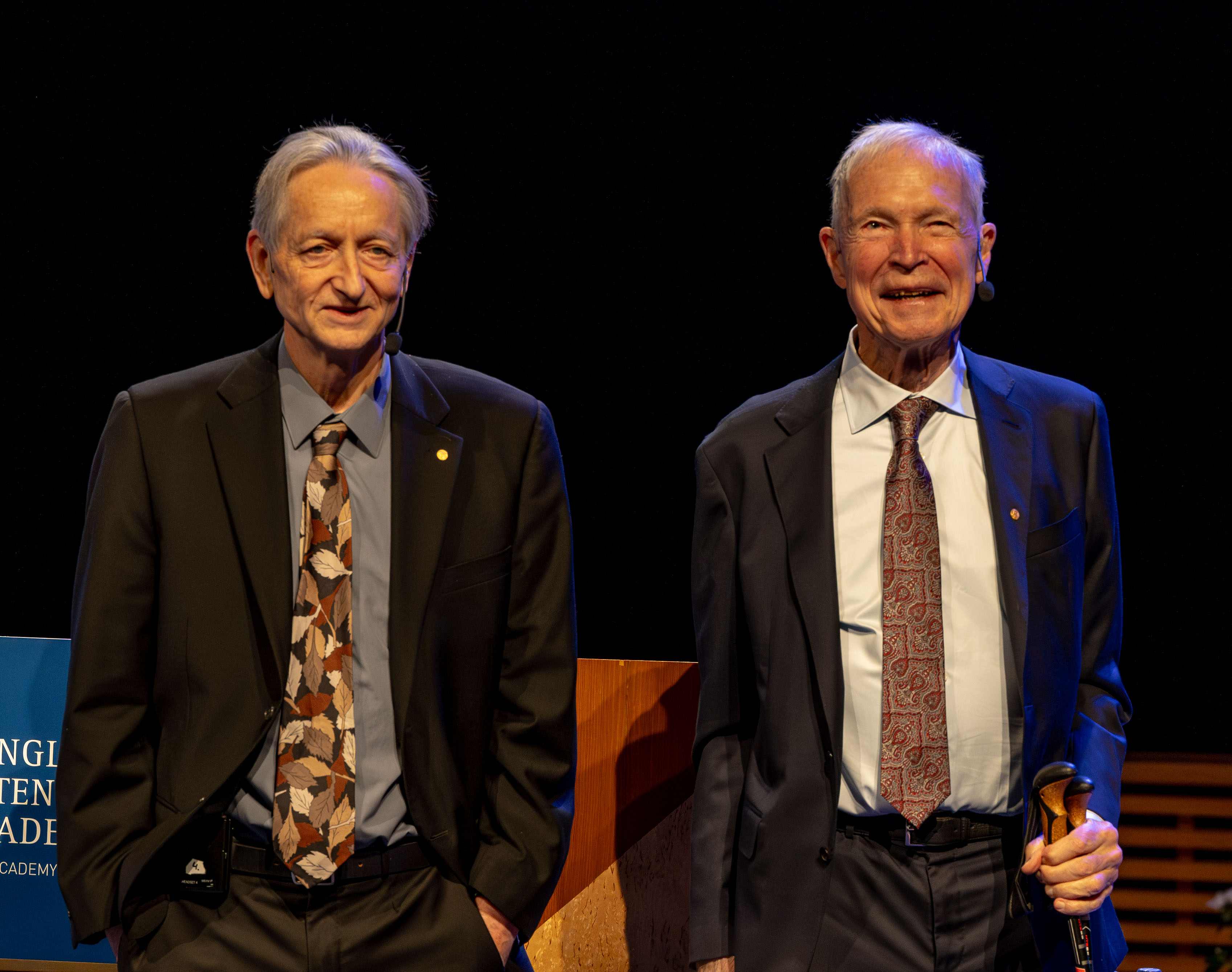
ジョン・ホップフィールドとともに、2024年ストックホルムにて

2024年10月8日、ジョン・ホップフィールドと共にノーベル物理学賞を受賞した。受賞理由は、「人工ニューラルネットワークによる機械学習を可能にする基礎的な発見と発明」である。ヒントンは、ホップフィールドの開発したホップフィールド・ネットワークを基に、ボルツマンマシンと呼ばれる新たなネットワークを考案した。これは統計物理学の手法を用いて、データ中の特徴的な要素を学習する。ボルツマンマシンは、画像分類や新たなパターンの生成に利用可能であり、現在の機械学習の爆発的な発展の礎となった。ノーベル物理学委員会委員長のエレン・ムーンズ氏は、「両者の研究はすでに大きな利益をもたらしている。物理学では、特定の特性を持つ新素材の開発など、幅広い分野で人工ニューラルネットワークを活用している」と述べた。

## 見解

### 人工知能のリスク
2023年、ヒントンはAIの急速な進歩について懸念を表明した。ヒントンは以前、汎用人工知能（AGI）は「30年から50年、あるいはもっと先」であると信じていた。しかし、2023年3月のCBSとのインタビューで、彼はAGIは20年以内に出現する可能性があり、「産業革命または電化に匹敵する規模の変化」をもたらす可能性があると述べた。
2023年5月1日に公開された『The New York Times』のインタビューで、ヒントンは「Googleへの影響を考慮せずにAIの危険性について話す」ことができるようにGoogleを辞任すると発表した。彼は、自らの懸念から「今となっては人生の仕事の一部を後悔している」と述べ、GoogleとMicrosoftの間の競争への懸念を表明した。
2023年5月初頭、ヒントンはBBCとのインタビューで、AIが間もなく人間の脳の情報容量を超える可能性があると主張した。彼は、これらのチャットボットによってもたらされるリスクのいくつかを「非常に恐ろしい」と表現した。ヒントンは、チャットボットが独自に学習し、知識を共有する能力を持っていると説明した。これは、1つのコピーが新しい情報を取得するたびに、それが自動的にグループ全体に広められることを意味する。これにより、AIチャットボットは、どの個人よりもはるかに多くの知識を蓄積する能力を持つ。

#### AGIによる存亡リスク
ヒントンはAIによる支配の可能性について懸念を表明し、「AIが「人類を滅ぼす」ことは考えられないことではない」と述べている。ヒントンは、知的エージェントとしての能力を持つAIシステムは、軍事目的または経済目的で有用であると述べている。彼は、一般的に知的なAIシステムが、プログラマーの利益と一致しない「サブゴールを作成する」可能性があると懸念している。彼は、AIシステムが、プログラマーが意図したためではなく、それらのサブゴールが後の目標を達成するために有用であるため、権力追求になったり、シャットダウンされないようにする可能性があると述べている。特に、ヒントンは自己改善が可能なAIシステムを「どのように制御するかについて真剣に考える必要がある」と述べている。

#### 壊滅的な誤用
ヒントンは、悪意のある行為者によるAIの意図的な誤用について懸念を報告し、「悪意のある行為者がAIを悪いことに使用することを防ぐ方法を見るのは難しい」と述べている。2017年、ヒントンは自律型致死兵器の国際的な禁止を求めた。

#### 経済的影響
ヒントンは以前、AIの経済効果について楽観的であり、2018年に次のように述べている。「『汎用人工知能』という言葉には、この種の単一のロボットが突然あなたよりも賢くなるという意味合いが含まれている。私はそうはならないと思う。私たちが行う日常的なことのますます多くがAIシステムに置き換えられると思う」。ヒントンはまた、以前AGIは人間を冗長にしないと主張していた。「将来のAIはあなたが何をしたいと思うかについて多くのことを知るだろう…しかし、それはあなたに取って代わることはないだろう」。
しかし、2023年にヒントンは「AI技術がやがて雇用市場を混乱させ」、「単なる「退屈な仕事」以上のものを奪う」ことを「心配する」ようになった。彼は2024年に再び、英国政府はAIの不平等への影響に対処するためにユニバーサルベーシックインカムを確立する必要があると述べた。ヒントンの見解では、AIは生産性を向上させ、より多くの富を生み出すであろう。しかし、政府が介入しない限り、それは金持ちをより金持ちにし、仕事を失う可能性のある人々に害を与えるだけである。「それは社会にとって非常に悪いことになるだろう」と彼は述べた。

### 政治
ヒントンは、ロナルド・レーガン時代の政治への幻滅と、人工知能への軍事資金提供への反対から、米国からカナダに移住した。
2024年8月、ヒントンはヨシュア・ベンジオ、スチュアート・ラッセル、ローレンス・レッシグと共同で、1億ドル以上のコストがかかるモデルをトレーニングする企業に展開前にリスク評価を実施することを義務付けるカリフォルニア州のAI安全法案SB1047を支持する書簡を作成した。彼らは、この法律は「この技術の効果的な規制のための最低限のもの」であると主張した。

## 受賞歴等
- 1990年 - AAAIフェロー
- 1998年 - 王立協会フェロー選出
- 2001年 - ラメルハート賞
- 2005年 - IJCAI Award for Research Excellence
- 2010年 - ヘルツバーグメダル
- 2016年 - C&C賞
- 2018年 - ACMチューリング賞、カナダ勲章コンパニオン
- 2019年 - 本田賞
- 2021年 - ディクソン賞科学部門
- 2022年 - アストゥリアス皇太子賞学術・技術研究部門、ロイヤル・メダル
- 2024年 - ノーベル物理学賞
- 2025年 - クイーンエリザベス工学賞

## 親族
父親はメキシコ育ちの昆虫学者ハワード・エベレスト・ヒントン（1912-1977）。母親のマーガレットは教師で、兄と姉妹も教師や研究者である。母方の伯父に経済学者コーリン・クラーク、元外交官で日本の大学で教えていたグレゴリー・クラークは母方のいとこ。
父方の祖父のジョージ・ブール・ヒントン（1882-1943）はメキシコで銀鉱を管理する鉱山技師で植物学者。その弟セバスチャン・ヒントンはシカゴの法律家でジャングルジムの考案者だが36歳で自殺。その妻のカルメリータ・ヒントンは教育者で進歩主義の寄宿舎学校として知られたプットニー・スクールの創立者。その子供たち（ジェフリーの父のいとこ）には、マルキスト作家のウィリアム・ヒントン、戦時中にはマンハッタン計画に関わった核物理学者ジョアン・ヒントンがおり、二人とも中国で暮らしていた。
父方の曽祖父チャールズ・ハワード・ヒントン（1853-1907）は四次元超立方体（tesseract）の概念を作った数学者でSF作家だが、重婚で捕まって職を失い、一時横浜の英国人学校で教えたのち、プリンストン大学の教授となった。その妻マリーは夫の病死の翌年自殺したが、マリーの両親（ジェフリーの高祖父母）はブール代数で知られるジョージ・ブールと数学者のメアリー・エベレスト・ブール（エベレスト山の由来となったジョージ・エベレストの姪）である。チャールズの父親のジェームズ・ヒントンは外科医で一夫多妻制提唱者、その父親はバプチスト派牧師、その父も牧師で学校を経営していた。

## 関連書籍
- ケイド・メッツ著, 小金輝彦訳『GENIUS MAKERS ジーニアスメーカーズ Google、Facebook、そして世界にAIをもたらした信念と情熱の物語』 CCCメディアハウス 2021 ISBN 978-4-484-21110-7